# Bleek bosvogeltje
Het bleek bosvogeltje (Cephalanthera damasonium) is een mixotrofe, epiparasitaire, vaste plant, die behoort tot de orchideeënfamilie. De soort staat op de Nederlandse Rode lijst van planten als zeer zeldzaam en iets in aantal afgenomen. In Nederland is de plant vanaf 1 januari 2017 niet meer wettelijk beschermd. Bleek bosvogeltje komt voor in Eurazië en in Nederland in Zuid-Limburg. Het bleek bosvogeltje onderscheidt zich van het wit bosvogeltje (Cephalanthera longifolia) door de veel bredere bladeren.
De plant wordt 30-60 cm hoog, vormt uitlopers en heeft twee of drie groengele tot lichtgroene bladeren. De onderste zijn eirond tot eirond-lancetvormig. Daarboven zitten één of meer schutbladeren (bracteeën). Het bleek bosvogeltje bloeit in mei en juni met geelachtig witte bloemen, waarvan de buitenste bloemdekbladen 15-20 mm lang zijn. De aar is losbloemig en bestaat uit drie tot twintig bloemen. De bloemen zijn bijna niet of slechts voor een korte tijd geopend.

## Bestuiving
De plant doet aan cleistogamie (zelfbevruchting in een ongeopende bloem). Voordat de bloem opent is de anthere al geopend. Daardoor kunnen de polliniën op het onderliggende stempeloppervlak zakken en contact maken met het stempelslijm. Dan beginnen de pollenbuizen te groeien en is de bevruchting een feit. De zaadzetting is, zoals van een autogame (zelfbestuivende) soort verwacht mag worden, heel hoog.
De vrucht is een doosvrucht. Het zaad is zeer fijn (stofzaad).
Het bleek bosvogeltje komt voor in loofbossen, struikgewas en in grasland langs bosranden op kalkhoudende grond.

## Plantengemeenschap
Het bleek bosvogeltje is een kensoort voor de associatie van hazelaar en purperorchis (Orchio-Cornetum).

## Namen in andere talen
- Duits: Weißes Waldvöglein, Bleiches Waldvöglein, Blasses Waldvöglein
- Engels: White helleborine
- Frans: Céphalanthère de Damas